# 烏亞茲多夫城堡
烏亞茲多夫城堡（波蘭語：Zamek Ujazdowski）是波蘭華沙烏亞茲多夫歷史地區的一座城堡，位於烏亞茲多夫公園和皇家浴場公園之間。城堡時間於13世紀，在歷史上曾多次重建。1944年華沙起義期間，城堡遭到損壞，在經過30年後於1974年得到修復。現在烏亞茲多夫城堡是華沙當代藝術中心的所在地。

## 外部連結
- Castles.info - Ujazdow castle in Warsaw （页面存档备份，存于）
- satellite image of the castle and the canal